# Élection sénatoriale de 2010 en Californie
L'Élection sénatoriale américaine de 2010 en Californie a eu lieu le 2 novembre 2010, en même que les trente-cinq autres élections sénatoriales américaines dont trois sont des élections partielles, qui visent pour la plupart à remplacer des sénateurs fédéraux de Classe I. La sénatrice démocrate sortante Barbara Boxer, est candidate à sa réélection.

## Candidats

### Démocrates

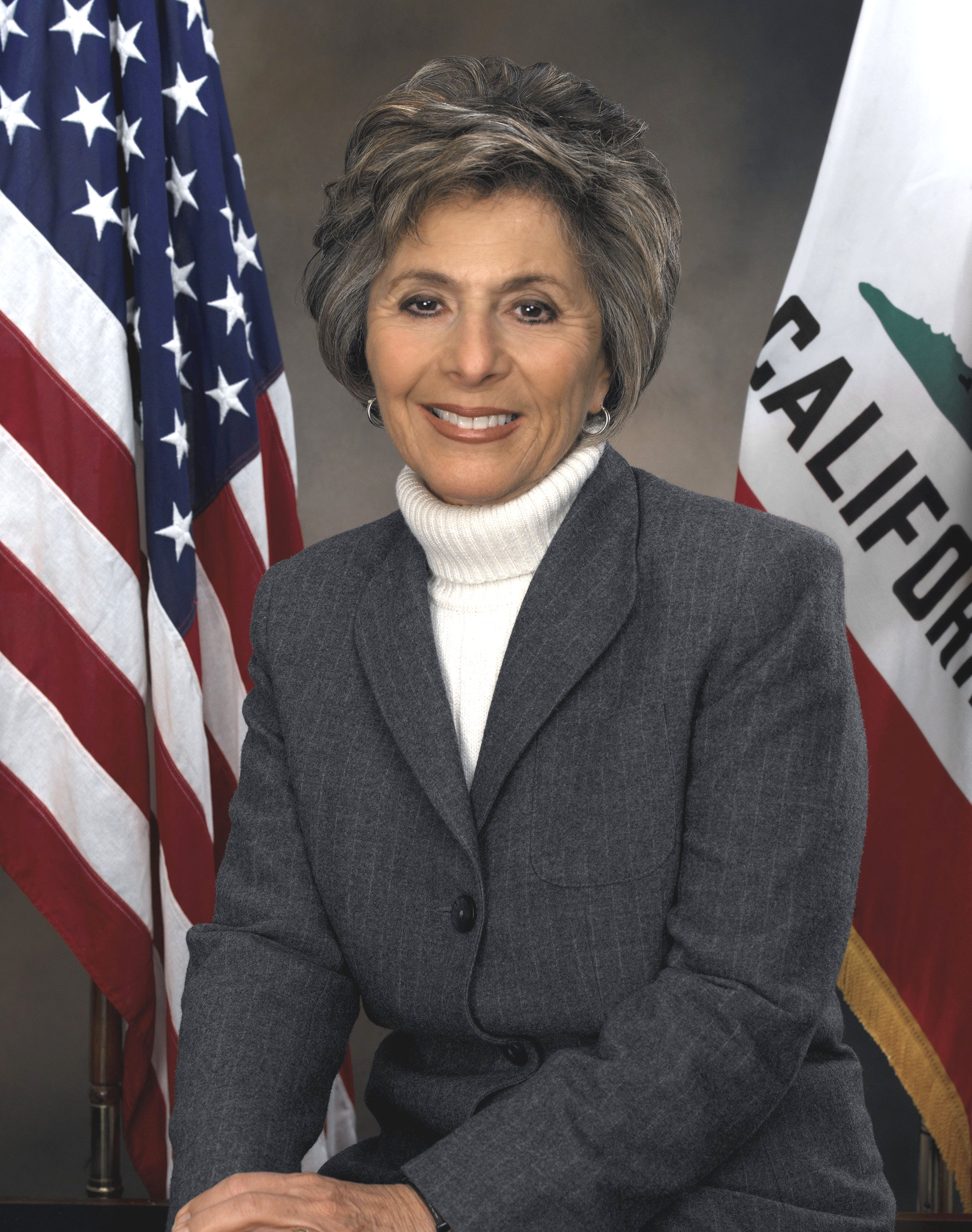
Sénatrice sortante Barbara Boxer
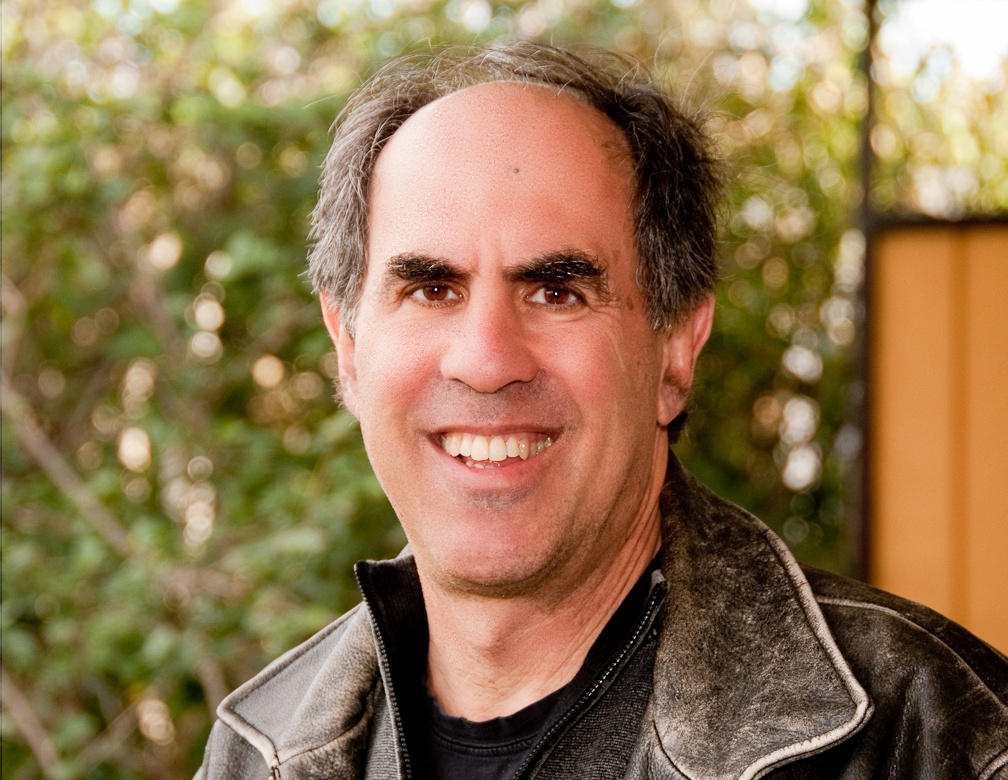
Journaliste/blogueur Mickey Kaus

- Brian Quintana, Homme d'affaires/éducateur

#### Primaire résultats
|                 | Candidats      | Voix      | %    |
| Parti démocrate | Barbara Boxer  | 1 957 920 | 81.0 |
| Parti démocrate | Brian Quintana | 338 442   | 13.9 |
| Parti démocrate | Mickey Kaus    | 123 573   | 5.1  |

### Républicains

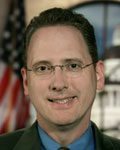
Membre de l'assemblée d'État de Californie Chuck DeVore
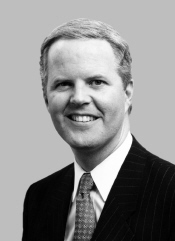
Ancien Membre de la Maison de Représentants Tom Campbell
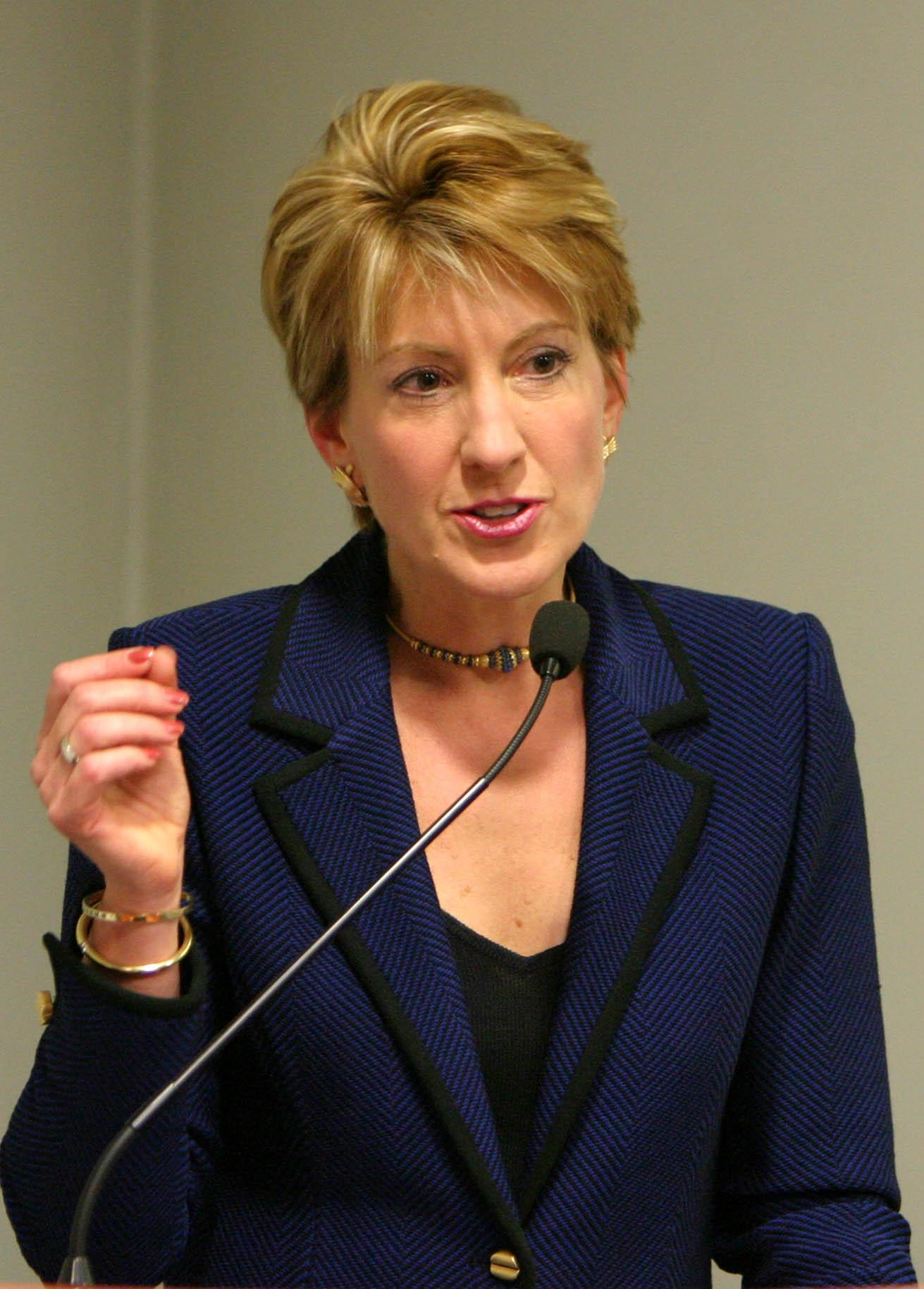
Ancienne PDG d'Hewlett-Packard Carly Fiorina

- Al Ramirez, homme d'affaires
- Mosheh Thezion, avocat constitutionnaliste

#### Primaire résultats
|                   | Candidats       | Voix      | %    |
| Parti républicain | Carly Fiorina   | 1 315 429 | 56.4 |
| Parti républicain | Tom Campbell    | 504 289   | 21.7 |
| Parti républicain | Chuck DeVore    | 452 577   | 19.3 |
| Parti républicain | Al Ramirez      | 42 149    | 1.8  |
| Parti républicain | Tim Kalemkarian | 19 598    | 0.8  |

```
|}
```

## Sondages

### Primaire républicaine
| Source du sondage    | Date de réalisation           | Arnold Schwarzenegger | Carly Fiorina      | Chuck DeVore | Tom Campbell       |
| -------------------- | ----------------------------- | --------------------- | ------------------ | ------------ | ------------------ |
| The Field Poll       | January 5-17, 2010            | –                     | 25 %               | 6 %          | XXXXXXX30 %XXXXXXX |
| USC/Los Angles Times | 27 octobre - 3 novembre 2009  | –                     | 27 %               | 27 %         | –                  |
| The Field Poll       | 18 septembre – 6 octobre 2009 | –                     | XXXXXXX21 %XXXXXXX | 20 %         | –                  |
| The Field Poll       | 20 février – 1er mars 2009    | XXXXXXX31 %XXXXXXX    | 24 %               | 9 %          | –                  |
| The Field Poll       | 20 février – 1er mars 2009    | –                     | XXXXXXX32 %XXXXXXX | 19 %         | –                  |

### Élection générale

#### Boxer contre Fiorina
| Source du sondage | Date de réalisation           | Barbara Boxer (D)  | Carly Fiorina (R) |
| ----------------- | ----------------------------- | ------------------ | ----------------- |
| The Field Poll    | 5-17 janvier 2009             | XXXXXXX50 %XXXXXXX | 35 %              |
| Rasmussen Reports | 14 janvier 2010               | XXXXXXX46 %XXXXXXX | 43 %              |
| Rasmussen Reports | 17 novembre 2009              | XXXXXXX46 %XXXXXXX | 37 %              |
| The Field Poll    | 18 septembre – 6 octobre 2009 | XXXXXXX49 %XXXXXXX | 35 %              |
| Rasmussen Reports | 23 septembre 2009             | XXXXXXX49 %XXXXXXX | 39 %              |
| Research 2000     | 9–12 aout 2009                | XXXXXXX52 %XXXXXXX | 31 %              |
| Rasmussen Reports | 22 juillet 2009               | XXXXXXX45 %XXXXXXX | 41 %              |
| Rasmussen Reports | 9 mars 2009                   | XXXXXXX47 %XXXXXXX | 38 %              |
| Field Poll        | 20 février – 1er mars 2009    | XXXXXXX55 %XXXXXXX | 25 %              |